# Nogalitos de la Cruz
Nogalitos de la Cruz es una localidad ubicada en el Municipio Armadillo de los Infante (municipio) del Estado de San Luis Potosí, (México) y se encuentra en las coordenadas:Longitud: 100º, 39`24.03" W , Latitud: 22º.19`38.04" N.  Está situado a 58 km de la capital del estado por carretera. 
La población total viviendo en la localidad es de 106 personas, hasta el 2013 de los cuales 56 son hombres y 50 mujeres. [¿cuándo?]

## Toponimia
El nombre de Nogalitos de la Cruz procede de unos nogales que había en un terreno conocido como «La Larga» y que hoy han sido sustituidos por milpas, y de la Santa Cruz que tomaron como protectora del lugar.

## Economía
Sus habitantes se dedican principalmente a la agricultura en baja escala, ya que la mayoría de las tierras de cultivo son de temporal (regadas con agua de lluvia), por lo que solamente se siembra una vez por año, en los meses de mayo, junio o julio en función de las lluvias. Generalmente lo que se siembra es frijol y maíz. Cuando llueve en el mes de agosto, normalmente se siembra cebada , avena, garbanzo o lenteja, plantas que resisten las bajas temperaturas, pues las primeras heladas comienzan a partir de mediados de octubre y en una sola noche pueden acabar con toda la siembra de especies como maíz y frijol, que no son resistentes al hielo. 

## Historia
La construcción más importante del pasado en Nogalitos es una presa que se ubica en el arroyo que pasa al sur del rancho. Éste antes era un río y tenía agua casi todo el año, aunque hoy por lo regular permanece seco por falta de lluvias. Los antiguos habitantes de este lugar manifestaban que este bordo de piedra china (la presa) había sido hecho por indios. Hoy se sabe que fue realizado por los huachichiles, tribus indígenas dispersas por la región y provenientes de las cercanías del Cerro de San Pedro, donde eran acosados por los mineros del lugar. Establecidos en terrenos al sur de lo que hoy es Nogalitos, construyeron la presa, aunque su factura no resistió una fuerte bajada del río en un año de intensas lluvias y se fracturó al poco tiempo de su hechura, quedando abandonada hasta nuestros días.
Nogalitos está levantado cerca de otro rancho muy antiguo que se ubicaba al sur, al otro lado del arroyo, y del que solo quedan señales de canales de riego muy rudimentarios y muy antiguos en algunas partes, ubicados a lo largo de lo que fue antes un río y que probablemente servirían para regar sus huertos, incluidas las higueras que le darían su nombre: San Antonio de las Higueras. 
La casa más antigua de lo que hoy es el rancho fue un pequeño jacal con techo de zacate, a dos aguas, y con paredes de varas cubiertas con lodo, perteneciente a la familia Cervantes, primera en establecerse en el lugar.

## Hitos cronológicos
- 1874 Construcción de la Iglesia de la Santa Crúz.
- 1934 Construcción de la primera Escuela Pública.
- 1935 Construcción del panteón de Nogalitos.
- 1952 Construcción de la Escuela Primaria.
- 1980 Electrificación.
- 1987 Agua potable.
- 1992 Construcción de la telesecundaria.
- 2014 Construcción de la carretera a San Luis Potosí (también conocida como carretera al mezquite).

## Fiestas y costumbres
La Fiesta de Mayo se realiza; en la última semana de dicho mes y se ha venido festejando ininterrumpidamente desde el día 3 de mayo de 1874, en que se inauguró la Iglesia. El evento se hace en honor a la «Santa Cruz».

## Crónica de la Fiesta de Mayo
- Primer día: los músicos llegan y se reportan con el mayordomo en el lugar indicado, y empiezan a tocar por la calle hasta llegar a la iglesia para presentarse, de ahí son llevados a la casa de la familia que arregló la Crúz Bendita y le tocan varias piezas intercaladas con los rezos de los presentes, el casero recibe a los invitados con fruta picada y agua de sabor, ya entrada la noche la Cruz Sagrada es cargada por cuatro fieles para dar inicio al Rosario de la Víspera, rezado por los habitantes de la comunidad acompañando la procesión con velas encendidas y entonando un cántico antiguo,  que llena de murmullos el lugar adelante de esta formación van los penitentes hombres y mujeres de rodillas que van pagando su manda,  con un vistoso escapulario  en el pecho hasta llegar a la iglesia donde es cantado el Santo Rosario, y la música sigue tocando afuera del recinto hasta pasada la media noche.

- Segundo día: después de anunciar el alba con cohetes y truenos, los músicos le tocan las mañanitas a la Santa Cruz dentro del recinto sagrado.  En el transcurso de la mañana los mayordomos generalmente identificados con un morral de ixtle al hombro como en tiempos pasados, recorren las casas con la música y una libreta en la que anotan las limosnas recibidas.  Ese día la Misa es cantada y ahí se llevan a cabo bautizos, primeras comuniones y bendición de imágenes,y cuando termina el evento, los mayordomos que salen le entregan al Padre un vaso con papelitos doblados a manera de rifa, para que sobre la base de ellos indique los nombres de los nuevos mayordomos que son: de pólvora y de música,  y serán los encargados de organizar la fiesta para el siguiente año; ambos tienen que hacer una junta en la localidad para definir la fecha y los detalles de la próxima fiesta y ponerse de acuerdo en la limosna a pedir, posteriormente se organizan con el encargado de la iglesia para programar las misas de la Novena y se mandan hacer los programas en los que se indican las actividades de la celebración del año entrante, los que serán repartidos en los ranchos cercanos y entre los amigos o familiares que están fuera de la localidad, esta conmemoración desde la antigüedad se hace de limosna, pedida por los mayordomos de la misma. Al término de la Misa principal por la tarde, la encargada de juntar la cera pasa por las casas que se apuntaron con alguna batea que es dada como ofrenda a la Crúz Bendita, las familias donantes antes de hacer la entrega de los arreglos ofrecen al acompañamiento fruta picada y agua de sabor, los músicos ahí les tocan algunas piezas musicales, generalmente la danza y la fila de las bateas esperan afuera del domicilio, éstos arreglos son cargados principalmente por niñas y son llevadas en agradecimiento por los favores recibidos a la Santa Cruz que espera en la iglesia engalanada con flores de cera blanca, "Que parece una novia vestida de azahares, dijo un párroco", para sacarla de paseo por el rancho donde son adornadas las calles con portadas de colores. Y nuevamente como en la Víspera, la procesión de congregantes continúa e inunda el ambiente con olor a copal, entre rezos, cánticos, penitencias, música, danza y cohetes. Desde lo alto del callejón solo se ven las luces de las velas encendidas, embriagando el aire tibio de la noche con un hálito de fe, de redención, de esperanza, de magia y misticismo en éste ranchito tan precario y olvidado, en el que su gente se eleva con esa fe que anima, y que va más allá de todas las dificultades de la vida. Esa es la esencia de esta Fiesta Patronal de Nogalitos de la Crúz. Por la noche los juegos, los puestos de comida, la quema de toritos adornados con cohetes de buscapiés, los danzantes con el "viejo de la danza", la música, la quema del castillo de pólvora con sus numerosas luces de colores, hacen de esta fiesta un lugar de luz.

- Tercer día: los músicos tocan nuevamente en la iglesia a la Cruz Bendita y esperan en el patio de la misma hasta la colocación en su nicho,  a esta tradición se le llama la "Alzada de la Santa Cruz" y se le tocan las golondrinas entre Cantos gregorianos muy antiguos. Por último los mayordomos dan a conocer los gastos y las limosnas recibidas, los visitantes se van y el rancho nuevamente queda solo, hasta el próximo año y la pregunta es, ¿volveré a oír los truenos de Mayo?...